# درزین
درزین، یک آبادی از توابع بخش کوهساران، شهرستان راور در استان کرمان ایران می باشد.

## جمعیت
این آبادی در دهستان هروز قرار دارد و براساس سرشماری مرکز آمار ایران در سال ۱۳۹۵، سکنه دائم آن کمتر از سه خانوار بوده‌است.